# Sybilla Dekker
Sybilla Maria Dekker (Alkmaar, 23 maart 1942) is een Nederlands voormalig politica, ambtenaar en bestuurder voor de VVD. Ze was minister van Volkshuisvesting, Ruimtelijke Ordening en Milieubeheer van 27 mei 2003 tot 21 september 2006 in de kabinetten Balkenende II en III. Op 22 juni 2018 werd ze benoemd als minister van staat.

## Levensloop
Na het behalen van het diploma gymnasium-B aan het Petrus Canisiuslyceum te Alkmaar studeerde zij personeelswerk aan de Sociale Academie Amsterdam (diploma 1965). Later studeerde zij organisatiekunde bij het Sioo.
Zij werkte vanaf 1965 als bedrijfsmaatschappelijk werker bij Erdal in Amersfoort. Van 1968 tot 1976 was zij bij de Arbeidsinspectie in Arnhem werkzaam, tot 1975 als Inspectrice van de Arbeid en daarna als staffunctionaris.
Dekker was daarna organisatieadviseur en sociaal coördinator bij het Landelijk Project Bedrijfsvoorlichting Gelderland. Vanaf 1979 was zij verbonden aan het ministerie van Landbouw en Visserij, tot 1983 als adjunct-directeur Personeelszaken, tot 1984 als plaatsvervangend directeur Organisatie en Efficiëncy en tot 1990 als directeur Materiële Zaken.
Tot 1996 was zij directeur van het Nederlands Verbond van Ondernemers in de Bouwnijverheid (NVOB) en tot maart 2003 algemeen directeur van werkgeversvereniging AWVN, een koepelorganisatie die nauw samenwerkt met VNO-NCW.
Dekker was onder meer voorzitter van de Raad van Commissarissen van Heineken Nederlands Beheer NV, voorzitter van Opportunity in Bedrijf, lid van het Algemeen bestuur van VNO-NCW, lid van het bestuur van de Koning Willem I Stichting, lid van de Raad van Toezicht van het Leids Universitair Medisch Centrum en lid van de Raad van Commissarissen van de Rabobank Nederland en lid van de Raad van Commissarissen van de Nederlandse Spoorwegen.
Dekker zetelde namens Nederland van mei 2012 tot 1 juli 2018 in het College financieel toezicht Bonaire, Sint Eustatius en Saba en het College financieel toezicht Curaçao en Sint Maarten. Ze is voorzitter van de Tafel van Borging Maasvlakte II en voorzitter van het platform Goede Doelen Organisaties.

## Ministerschap
Dekker werd op 27 mei 2003 geïnstalleerd als minister van Volkshuisvesting, Ruimtelijke Ordening en Milieubeheer in het Tweede Kabinet-Balkenende. Ze erkende dat de woningmarkt was vastgelopen en trachtte dit op te lossen door liberalisering van het huurbeleid.
Begin augustus 2006 verklaarde ze niet als minister terug te willen keren. Op 21 september 2006 werden Dekker en minister Donner aangewezen als de verantwoordelijken van het overheidsfalen bij de Schipholbrand 2005, waarna de beide ministers aftraden.

## Persoonlijk leven
In 1977 verloor ze haar eerste echtgenoot. Ze hertrouwde met Constant van Gestel, die tijdens haar ambtsperiode als minister overleed (25 maart 2005). Nu woont zij samen met Ben Bot.
- Parlement.com: vgge1fllpenn